# Bocas del Toro (huyện)
Huyện Bocas del Toro là một huyện (distrito) thuộc tỉnh Bocas del Toro ở Panama. Theo điều tra dân số năm 2000, huyện này có dân số 9916 người. Huyện Bocas del Toro có diện tích 399  km². Huyện lỵ đóng tại Bocas del Toro.